# Ozerkí (Uliànovsk)
|  | Per a altres significats, vegeu «Ozerkí». |

Ozerkí (en rus: Озерки) és un poble de l'óblast d'Uliànovsk, a Rússia, que el 2010 tenia 43 habitants. Pertany al districte municipal de Kuzovàtovo.